# Switlohirske (Poltawa)
Switlohirske (ukrainisch Світлогірське; russisch Светлогорское Swetlogorskoje) ist ein Dorf im Süden der ukrainischen Oblast Poltawa mit etwa 3000 Einwohnern (2001).

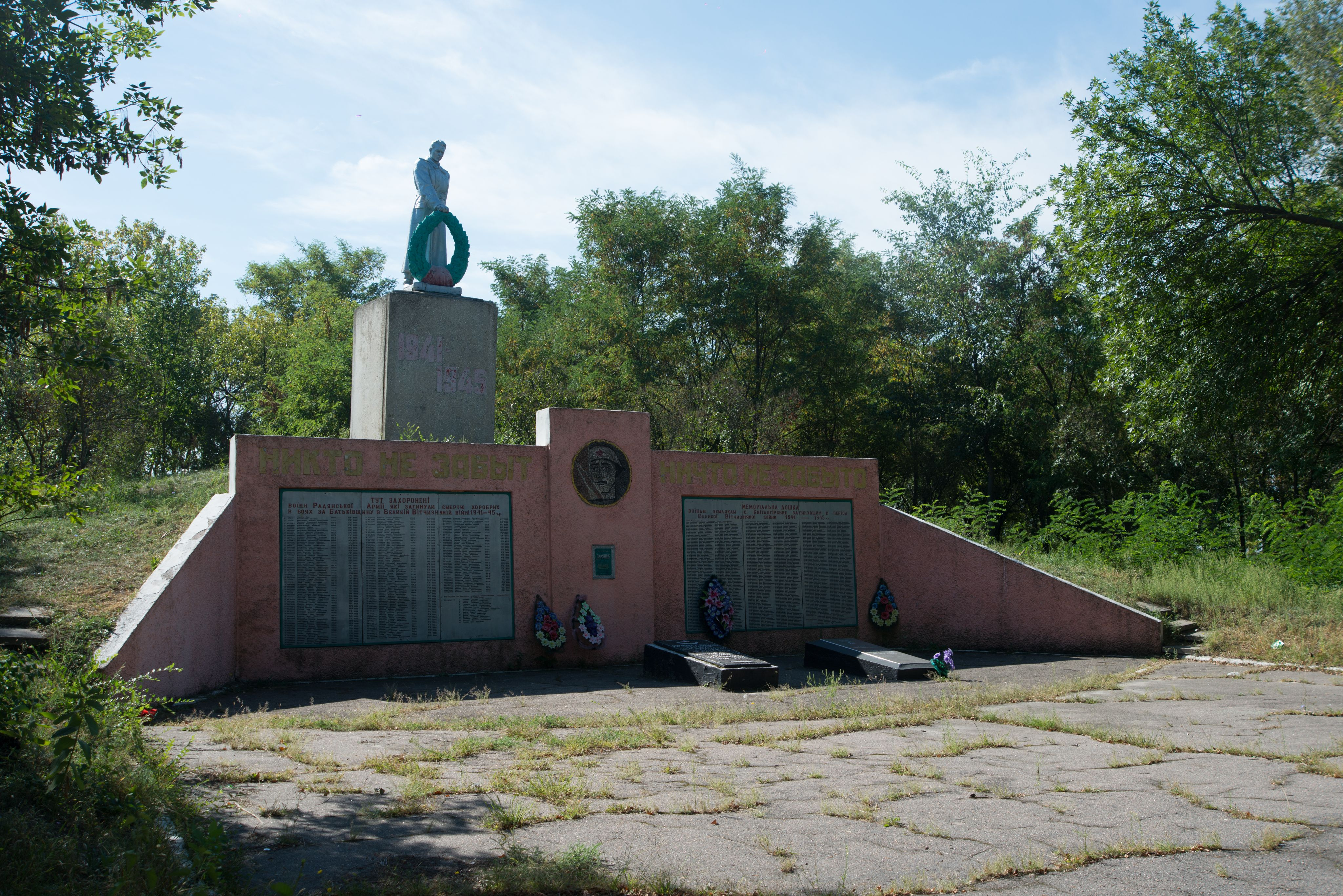
Denkmal im Ort

Das Dorf liegt am rechten Ufer des Mündungsdeltas der Worskla in den zum Kamjansker Stausee angestauten Dnepr 38 km südlich vom ehemaligen Rajonzentrum Kobeljaky und 100 km südlich der Oblasthauptstadt Poltawa.
Am 12. Juni 2020 wurde das Dorf ein Teil der neugegründeten Stadtgemeinde Kobeljaky, bis dahin bildete es zusammen mit den Dörfern Bratschkiwka (Брачківка), Kyschenky (Кишеньки) und Prosjanykiwka (Просяниківка) die gleichnamige Landratsgemeinde Switlohirske (Світлогірська сільська рада/Switlohirska silska rada) im Süden des Rajons Kobeljaky.
Am 17. Juli 2020 kam es im Zuge einer großen Rajonsreform zum Anschluss des Rajonsgebietes an den Rajon Poltawa.